# Пьер Нарцисс
Пьер Нарци́сс (фр. Pierre Narcisse; полное имя — Мудио Мукуто Пьер Нарцисс Де Наполи Де Суза (фр. Mudio Mukutu Pierre Narcisse De Napoli De Suza); 19 февраля 1977, Эбоне, Прибрежный регион — 21 июня 2022, Москва) — российский певец и актёр камерунского происхождения. Заслуженный артист Республики Ингушетия (2006).

## Биография
Мудио Мукуто Пьер Нарцисс Де Наполи Де Суза родился 19 февраля 1977 года (по другим данным — 19 февраля 1972 года) в городе Эбоне, в Камеруне. В детстве играл в футбол. В 13 лет начал учиться играть на тенор-саксофоне.
В начале 1990-х годов создал первую группу, которая исполняла песни в клубах как на французском, так и на местных языках Камеруна.
Приехал в Россию, где в подмосковном Егорьевске жила его сестра. В это же время прошёл кастинг и принял участие в съёмках фильма «Сибирский цирюльник». Эпизодическая роль (в титрах указан как Мунди Нарцис) — сопровождающий абиссинского принца — стала его первой публичной работой.
Поступил на факультет журналистики МГУ. В то же время работал в казино и ночных клубах. С конца 1990-х годов играл в команде КВН РУДН. В 2000 году участвовал в нескольких выпусках телешоу «12 злобных зрителей» на «MTV Россия» как участник. В марте 2001 года провёл спецвыпуск передачи, заменяя Яну Чурикову. Вплоть до участия в «Фабрике звёзд — 2» работал диджеем на радиостанциях «РДВ — Радио для взрослых» и «Хит ФМ».
Принимал участие в «Фабрике звёзд — 2», где его визитной карточкой стала песня «Шоколадный заяц». В конце 2004 года выпустил первый, одноимённый альбом.
В 2006 году удостоен почётного звания «Заслуженный артист Республики Ингушетия».
В 2007 году участвовал в боксёрском шоу Первого канала «Король ринга».
В 2008 году участвовал в проекте телеканала «Россия-1» «Звёздный лёд».
В 2013 году записал совместно с Михаилом Гребенщиковым синглы «Купола» и «Сахалинская любовь».

### Болезнь и смерть
В течение 10 лет Пьер Нарцисс боролся с тяжёлой формой подагры, в 2022 году ему также диагностировали почечную недостаточность.
Скончался Пьер Нарцисс во вторник, в 23:05, 21 июня 2022 года, в возрасте 45 лет, в Москве от остановки сердца из-за неудачной операции на почке. О смерти сообщили его бывшая жена Валерия Калачёва и дочь Каролина-Кристель.
Прощание с Пьером Нарциссом неоднократно переносилось по разным причинам и состоялось 30 июня 2022 года в Москве в ритуальном зале ЦКБ. Похоронен 23 июля 2022 года в семейном склепе в деревне Бонаматеке на своей родине в Камеруне.

## Личная жизнь
Жена — Валерия Калачёва.
Дочь — Каролина-Кристель Калачёва (род. 2006).
В 2017 году Валерия Калачёва подала на развод: Пьер ей изменил. В том же году радиоведущая Марианна Суворова обвинила Пьера в изнасиловании и избиении.

## Дискография
- 2004 — «Шоколадный заяц»

## Фильмография
| Год  |   | Название                   | Роль                      |
| ---- | - | -------------------------- | ------------------------- |
| 1998 | ф | Сибирский цирюльник        | слуга абиссинского принца |
| 2003 | ф | Осторожно, модерн! 2004    | Александр Пушкин          |
| 2004 | ф | Осторожно, Задов!          | Рядовой Нарцисс           |
| 2007 | ф | Лузер                      | певец в казино            |
| 2008 | ф | Золотая рыбка              | зарубежная звезда         |
| 2009 | ф | Золотой ключик             | хозяин харчевни           |
| 2010 | ф | Морозко                    | Чёрная зависть            |
| 2011 | ф | Новые приключения Аладдина | турист-индеец             |
| 2022 | с | 1703                       | мембер Авроры             |

## Награды
- 2006 год — заслуженный артист Республики Ингушетия[3]